# Kenya
Kenya vagy hivatalosan a Kenyai Köztársaság (szuahéli: Jamhuri ya Kenya) a kelet-afrikai magasföldön, az Egyenlítő mentén fekvő ország. Északról Etiópia, északnyugatról Dél-Szudán keletről Szomália, délről Tanzánia, nyugatról Uganda és délkeletről az Indiai-óceán határolja.
A mai Kenya a Brit Birodalom által 1895-ben alapított protektorátusból és az azt követő, kenyai gyarmatból jött létre, 1963 óta független.
Területe Magyarországénak több mint hatszorosa. Földrajza, éghajlata és népessége igen változatos. Egyes helyeken, magas, hófödte hegycsúcsok találhatók, hatalmas környező erdőkkel, szavannák változatos vadvilággal és termékeny mezőgazdasági régiókkal. Más területeken száraz, sivatagos és félsivatagos területek alakultak ki.
A gazdasága Kelet- és Közép-Afrika egyik legnagyobb gazdasága, Nairobi jelentős regionális kereskedelmi központként szolgál.

## Nevének eredete
A Kenya-hegyet, amely után az ország a nevét is kapta, a tübingeni származású német misszionárius-felfedező Johann Ludwig Krapf írta le először, 1849-ben. Krapfot bantuk kísérték a területen, akiknek főnökétől, Kivoi Mwendwától kérdezte mi a csúcs neve, aki azt válaszolta Kĩ-Nyaa vagy Kĩlĩma- Kĩinyaa, ami fekete-fehéret jelent, ugyanis a fekete sziklák és a havas csúcs látványa a strucckakas tollaira emlékeztette Mwendwát. A hegynek van továbbá egy archaikusabb neve is a kikuju nyelvben, a nyaga vagy manyaganyaga, amit rendkívül fényes dolgokra mondanak. A kikujuk egy másik törzse Kĩrĩmának vagy Kĩrĩnyagának is nevezi a csúcsot, ami fényes hegyet jelent. Ugyanezt jelenti az embuk Kirinyaa elnevezése is.
Ezek alapján Krapf Kenia vagy Kegnia névvel jegyezte fel, hogy pontosan jelölje a helyi kiejtést. A Kenya alakot a skót származású  Joseph Thompsons geológus és természettudós alkotta meg és közölte 1882-ben kiadott térképén.
Az ország területére a Kenya elnevezés csak 1920 óta használatos.

## Földrajz
| \| E t i ó p i a Dél-Szudán Uganda Szomália T a n z á n i a Eldoret Kisumu Lamu Malindi Mombasa Nairobi Nakuru Nyeri Baringo-tó Indiai-óceán T a n a Turkana-tó Viktória- tó Elgon-hegy Kenya-hegy Kilimandzsáró Amboseli Masai Mara Nakuru-tó \| \| térkép szerkesztése \| |
| E t i ó p i a Dél-Szudán Uganda Szomália T a n z á n i a Eldoret Kisumu Lamu Malindi Mombasa Nairobi Nakuru Nyeri Baringo-tó Indiai-óceán T a n a Turkana-tó Viktória- tó Elgon-hegy Kenya-hegy Kilimandzsáró Amboseli Masai Mara Nakuru-tó                                 |
| térkép szerkesztése |

### Domborzata
A keskeny parti síkság 500–600 méter magas dombvidékkel vált át a Kelet-afrikai magasföldbe. Ennek északkeleti és déli része füves puszta.
Az ország természeti képét a Kelet-afrikai árok (Nagy hasadékvölgy) uralja. A szédítő mélységű szurdokvölgyek lenyűgöző láncolata 5000 km hosszan követi a földkéreg repedését. Pompás geológiai érdekességei a keskeny, mély, gyakran tavakkal kitöltött „vályúk” és a jellegzetes kerek csúcsú vulkáni kúphegyek:
- az Elgon-hegy,
- a Kenya-hegy és már Tanzániában
- a Kilimandzsáró (5895 m).

Kenya legmagasabb pontja a Kenya-hegy, amelyről a nevét kapta az ország, 5199 méter magas. Legalacsonyabb pontja az Indiai-óceán partvidéke a tengerszinten.
A Kelet-afrikai árok választja el az óceánpart síkságait és a belső fennsíkokat a Viktória-tó partját szegélyező domboktól. Nairobi, a főváros, a Nagy Hasadékvölgy keleti peremén, a Központi-magasföldön fekszik.
Kenya földrajzilag négy fő tájegységre tagolható:
- Parti síkság
- A Kelet-afrikai árok
- A Központi-magasföld
- A Viktória-tó és az észak-kenyai száraz puszták.

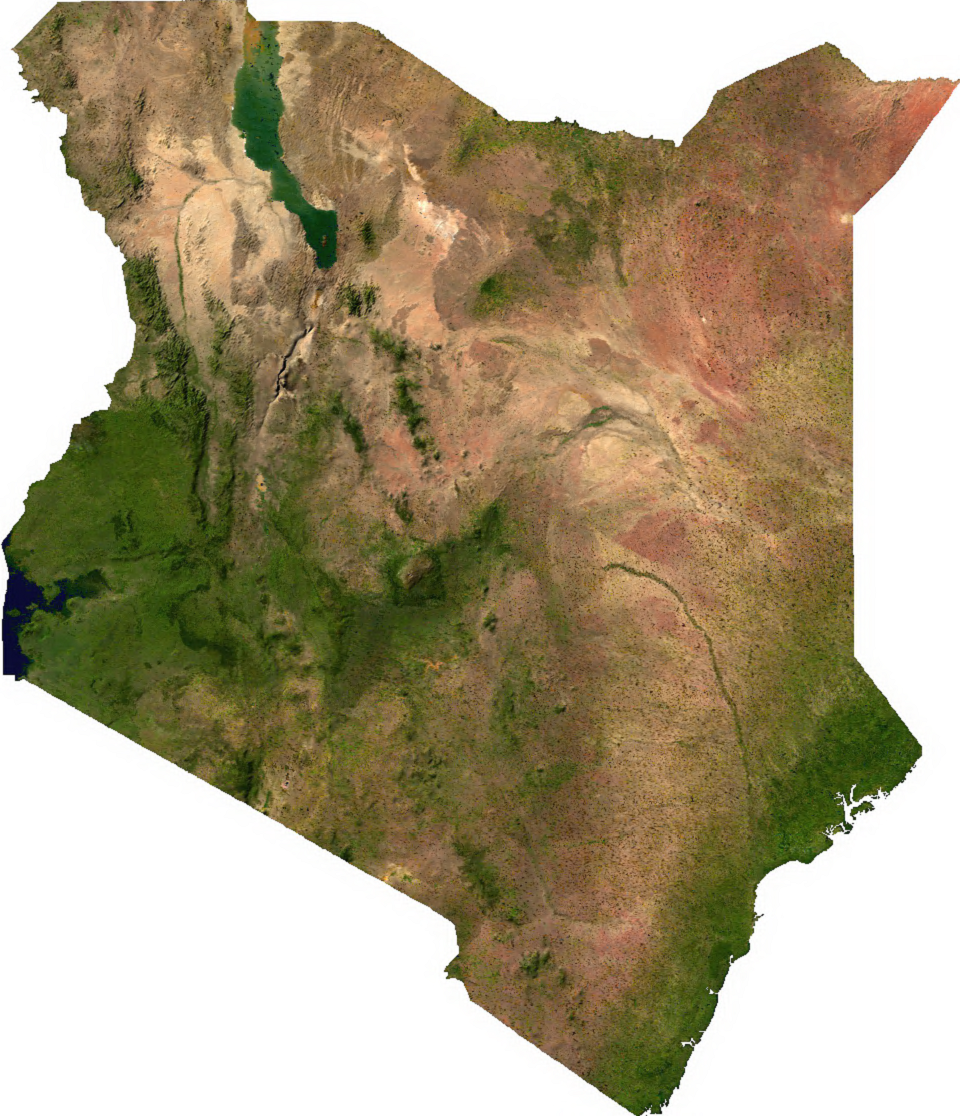
Műholdas kép
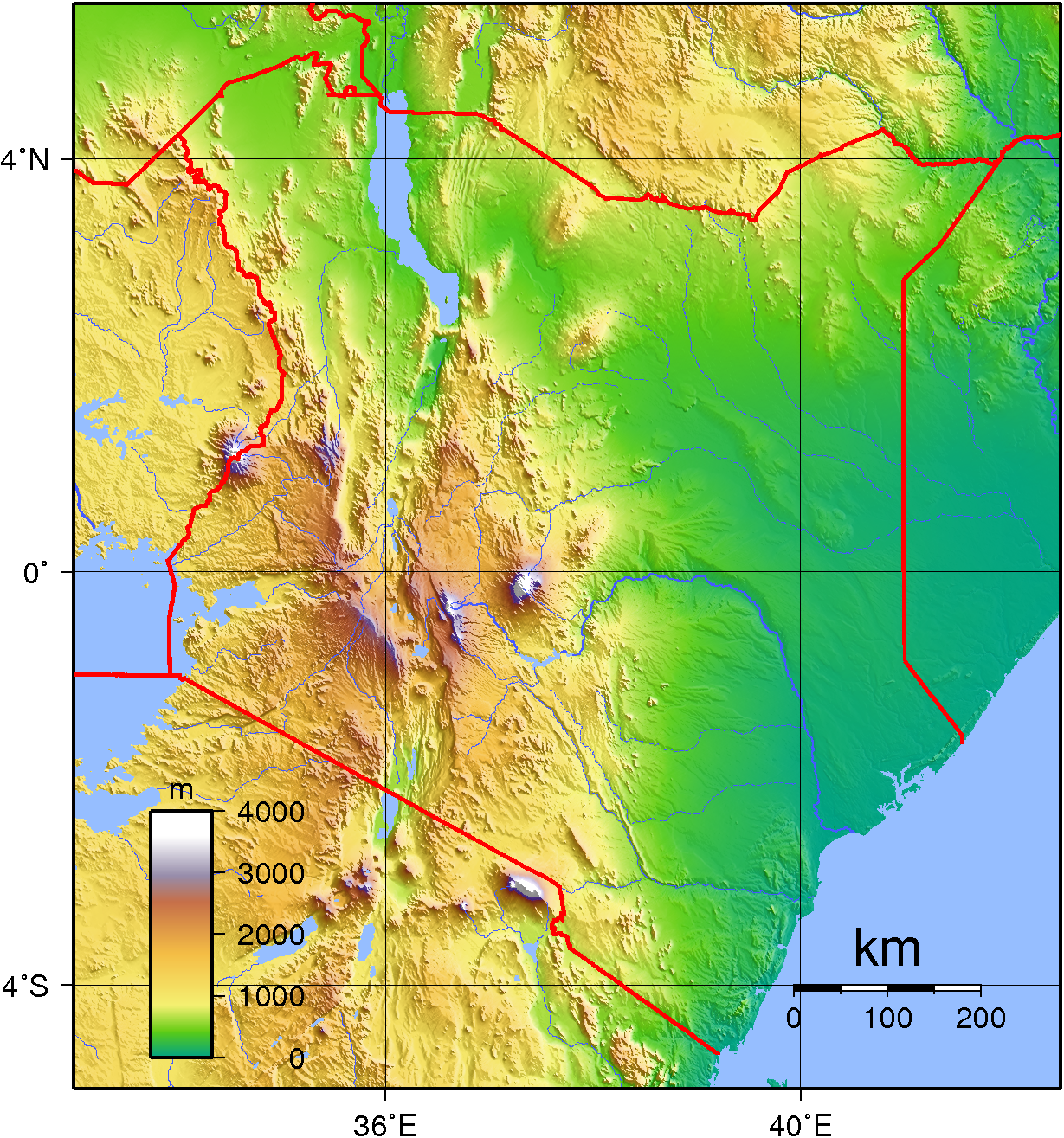
Domborzati térkép
Főbb régiók, tartományok
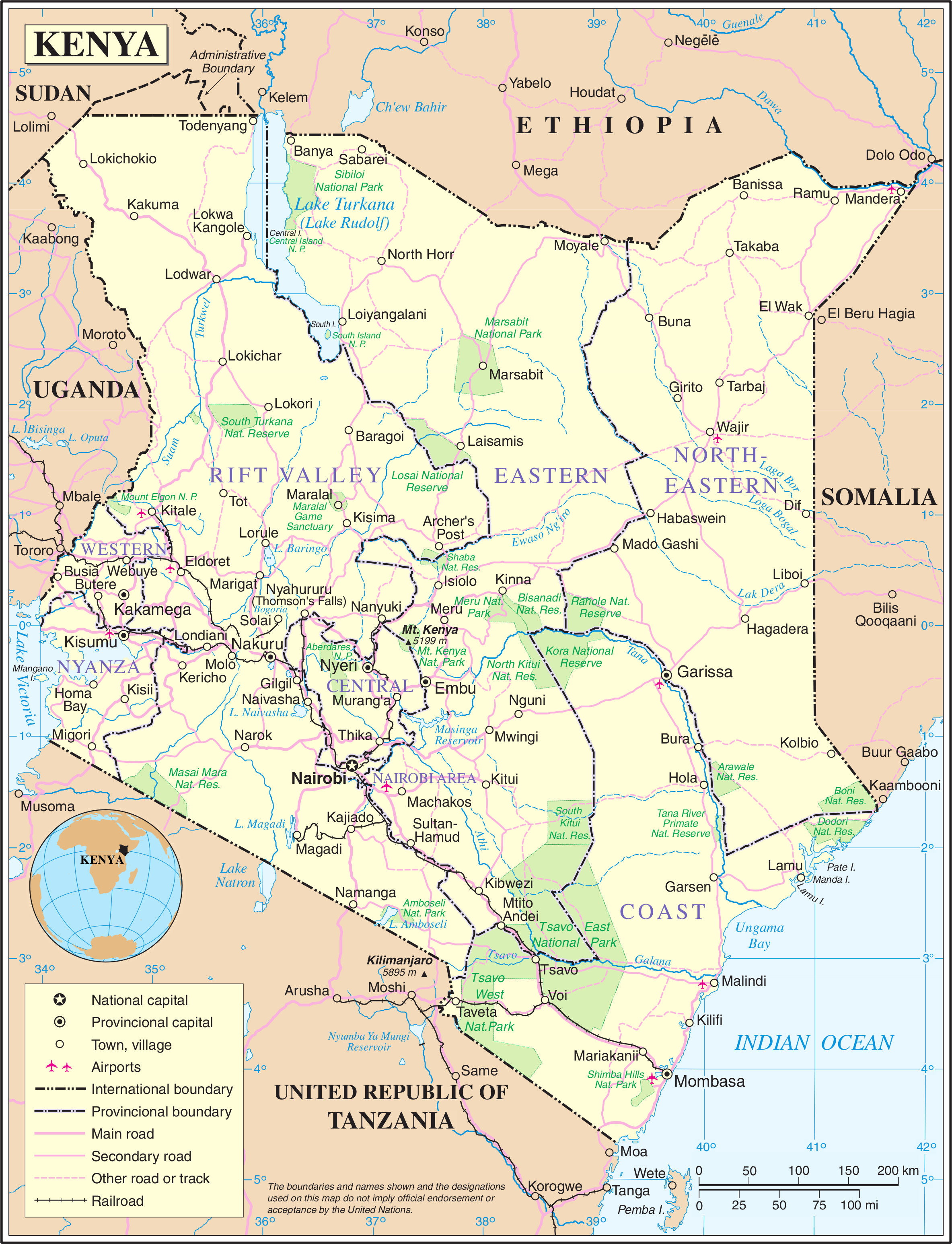
Főbb nemzeti parkok, folyók, települések
Éghajlati térkép (angolul)

### Vízrajz
Két legjelentősebb folyója a Tana és az Athi-Galana-Sabaki. Utóbbi Malindi mellett ömlik az Indiai-óceánba. A Tana Malindi és Lamu között nagyjából félúton éri el a torkolatát.
Legnagyobb tavai a Viktória-tó és a Turkana-tó (ez utóbbit Rudolf-tó és Jáde-tenger néven is emlegetik). A tűzhányók krátereiben és a Nagy Hasadékvölgy fenekén kisebb-nagyobb sós tavak bújnak meg.

### Éghajlat
Kenya éghajlata trópusi. Egész évben meleg, az évszakokat a csapadék különbözteti meg. Két esős évszak van, a hosszabb, csapadékosabb áprilistól júniusig tart, október-novemberben van egy kevésbé intenzív esős időszak. Legcsapadékosabb a partvidék, legszárazabb az ország északi-északkeleti része.

### Élővilág, természetvédelem
Kenyában minden nevezetesebb afrikai állat nagy számban található. A nemzeti parkok rendszere kiterjedt területeken óvja az állatvilágot, az ország területének 6%-át foglalják el. A természeti környezetre a legnagyobb veszélyt a gyorsan szaporodó népesség, illetve az emberi tevékenység következményei jelentik.
Jellegzetes főemlősök: cerkófmajomformák (fehérbarkójú-, kék-), kutyafejű pávián, zászlósfarkú kolobusz, fülesmakifélék, tömpefarkú tobzoska, sakál, lapátfülű róka, fokföldi vidra, méhészborz, petymeg, mongúzfélék, foltos hiéna, szervál, karakál, leopárd, oroszlán, afrikai elefánt, szirtiborz, hiénakutya (veszélyeztetett faj), zebra, keskenyszájú orrszarvú (veszélyeztetett faj), varacskos disznó, nílusi víziló, zsiráf, tarka guib, kis kudu, jávorantilop, kafferbivaly, szürke duiker, gyűrűsfarkú víziantilop, fekete lóantilop, nádiantilop, tehénantilop, nyársas antilop, szasszabi, szassza, csíkos gnú, impala, gazella.

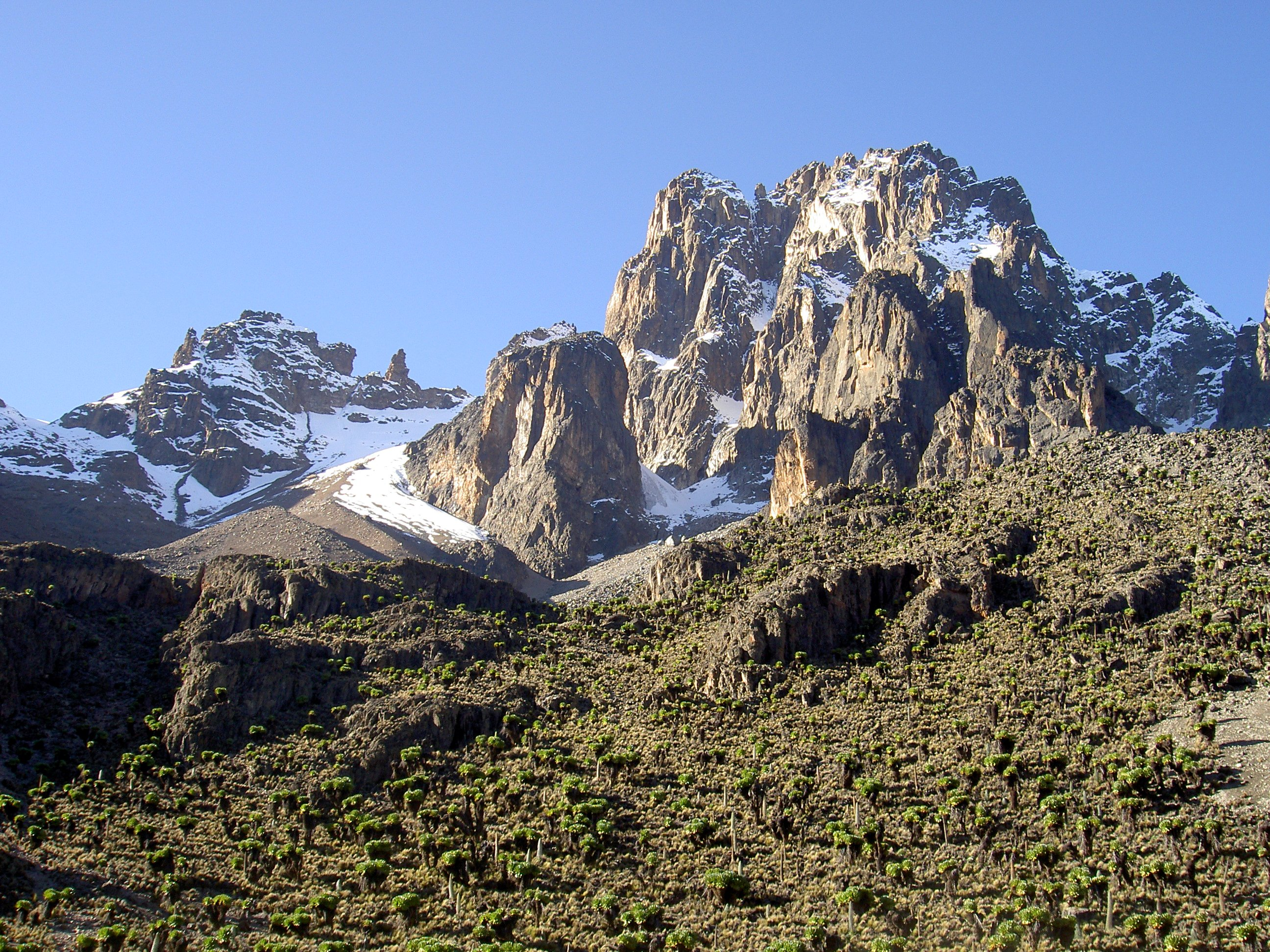
A Kenya-hegy a 2. legmagasabb Afrikában
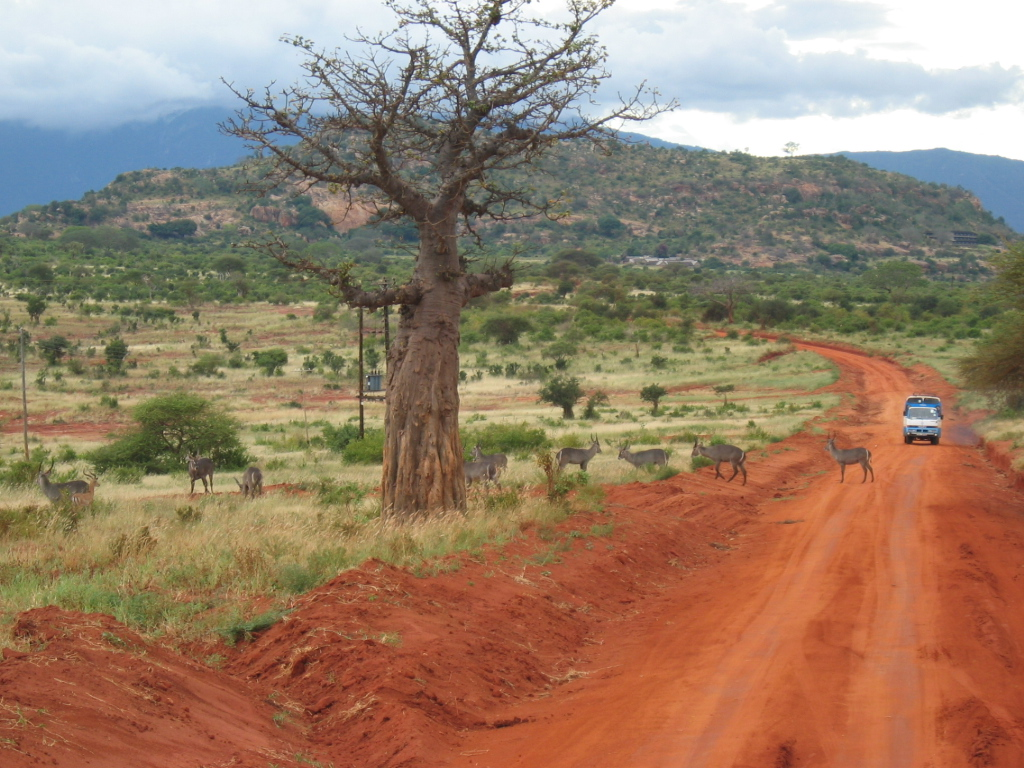
Út a Tsavo East Nemzeti Parkban
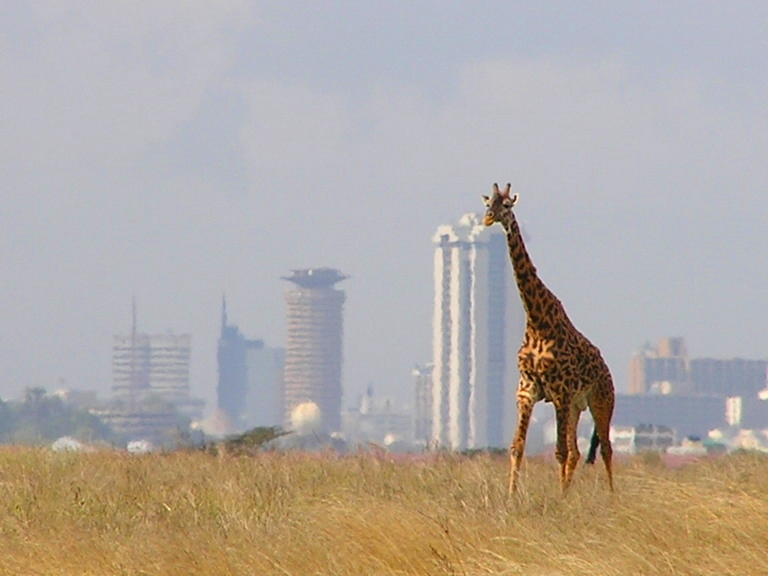
Zsiráf a Nairobi Nemzeti Parkban, háttérben a főváros, Nairobi toronyházaival
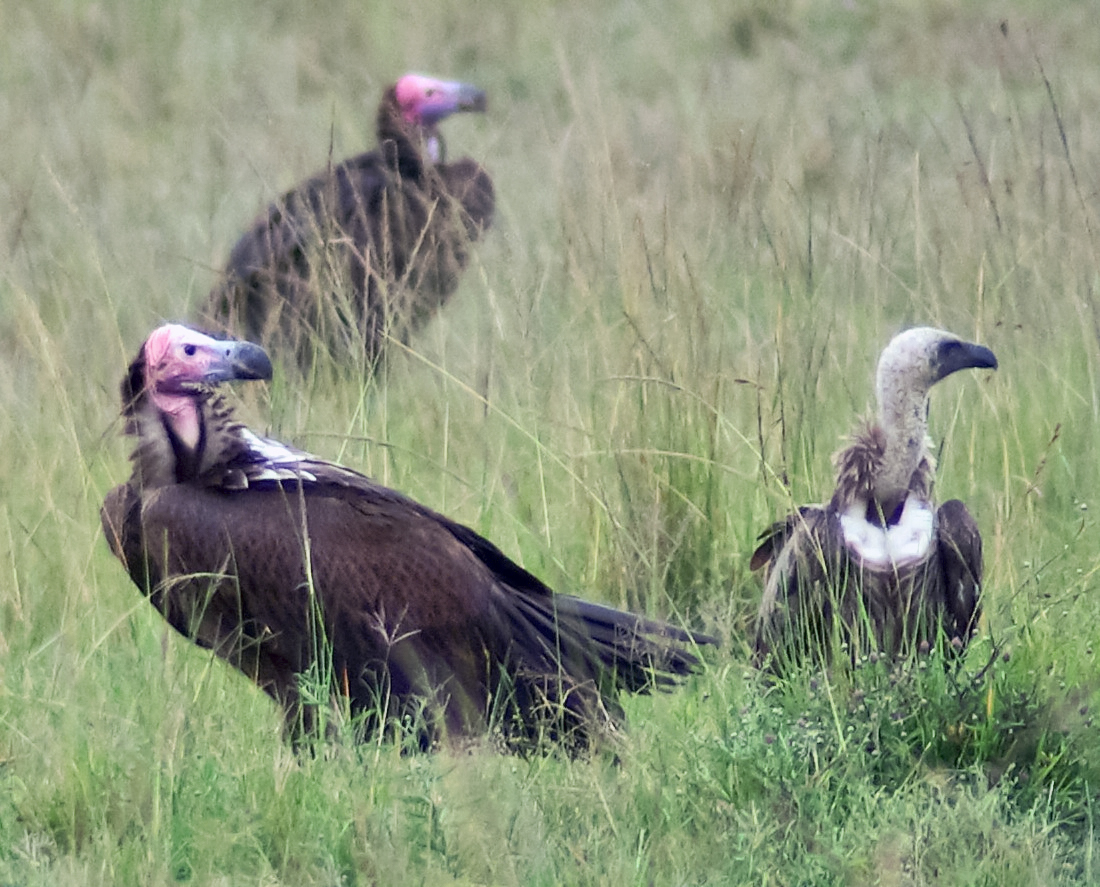
Keselyűk

#### Nemzeti parkjai
A számos nemzeti park a kenyai állam területének 10%-át teszi ki. A Tsavo Nemzeti Park több mint 20 000 km² területével az ország legnagyobb nemzeti parkja, egy része különleges állatfajok megmentésére szolgál. A legjobban látogatott a Masai Mara Nemzeti Rezervátum, Nairobitól nyugatra, mely sok állatnak ad otthont (oroszlánok, elefántok, zebrák, vízilovak, gnúk stb.).

#### Természeti világörökségei
Az UNESCO világörökség listáján az ezredforduló előtt két természeti helyszín szerepel: a Mount Kenya Nemzeti Park és a Turkana-tó Nemzeti Park, mindkettő 1997 óta. Az ország javaslati listájára 1999-ben még három helyszín került fel: a Bogoria-tó Nemzeti Rezervátum, a Naivasha-tó, illetve a Nakuru-tó Nemzeti Park.

## Történelem

### Gyarmatosítás előtti történelem
A mai Kenya területére kusita nyelvű népek érkeztek Észak-Afrikából i. e. 2000 körül. Arab kereskedők látogatásai a partvidéken az 1. századtól kezdve lettek gyakoriak. Kenya viszonylagos közelsége az Arab-félszigethez elősegítette a kolonizációt, arab és perzsa települések keletkeztek a parton a 8. században. Az I. évezredben nilóta és bantu nyelvű népek érkeztek, ők alkotják Kenya mai lakosságának háromnegyedét.
A gyarmatosítást megelőző évszázadokban a kelet-afrikai régió partvidékén – így Kenyában is – az arab világgal és Indiával kereskedtek, főleg elefántcsonttal és rabszolgával. (Az ameru törzs olyan rabszolgáktól ered, amelyek az arab országokból szöktek meg 1700 körül). Kezdetben a kereskedők főleg az arab államokból érkeztek, de később sokan közülük Zanzibárból (mint Tippu Tip is).
A szuahéli, egy bantu nyelv sok arab, perzsa, egyéb közép-keleti és dél-ázsiai eredetű szóval, a kereskedelem közvetítő nyelvévé vált a különböző népek között.

### Gyarmati történelem

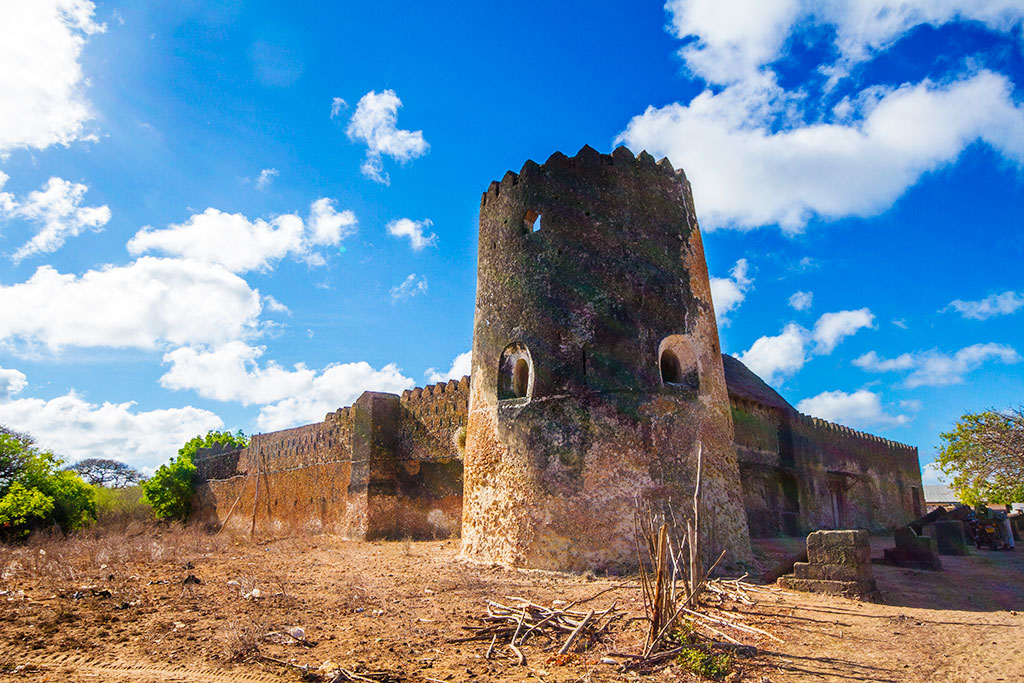
Siyu-erőd Pate szigetén, Lamu

Az európaiak közül először a portugálok fedezték fel a mai Kenyát. Vasco da Gama 1498-ban Mombasában járt. Gama utazása során elérte Indiát, megnyitotta a Távol-Keletre vezető közvetlen tengeri utat. Átrendeződött a korábbi kereskedelmi hálózat, amely tengeri és szárazföldi utak vegyes hálózatából állt. Például a fűszerkereskedelem útvonalként használta a Perzsa-öblöt és a Vörös-tengert, valamint a szárazföldi karavánokat, hogy elérje a keleti Mediterráneum térségét. A Velencei Köztársaság ellenőrizte az Európa és Ázsia közötti kereskedelmi utakat. Miután az India felé vezető hagyományos kereskedelmi utak bezárultak a török terjeszkedés következtében, a portugálok azt remélték a Gama által megnyitott tengeri útvonaltól, hogy általa megtörik a velencei kereskedelmi monopóliumot. A portugál uralom leginkább a parti sávra korlátozódott Mombasa központtal. A kelet-afrikai portugál jelenlét hivatalosan 1505-ben kezdődött, amikor Don Franciscos de Almeida meghódította Kilwát, egy szigetet, amely ma Tanzánia déli részén van. Lényegében ellenállás nélkül vette birtokba. Valamivel keményebb ellenállást tanúsítottak a mombasai mórok, de a város elesett, kincsei Almeidát erősítették. A portugálok megtámadtak egy sor más települést az Indiai-óceán nyugati partján, hogy biztosítsák kereskedelmi érdekeiket. Más helyeken erődöt építettek a hatalmuk biztosítására. Afrika keleti partján a portugálok fő törekvése a fűszerkereskedelem átvétele volt az araboktól. Ebben a szakaszban a kelet-afrikai portugál jelenlét fő célja az Indiai-óceán kereskedelmének ellenőrzése, az Európából Ázsiába vezető tengeri út biztosítása volt. A portugál hadihajók hatékonyan rombolták ellenségeik kereskedelmét a nyugati Indiai-óceánon, nagy vámokat vetettek ki az általuk ellenőrzött kikötők és hajóutak használatáért.
A portugál befolyás a 17. század folyamán csökkent a britek, hollandok és ománi arabok behatolása következtében. Az ománi arabok megtörték a kelet-afrikai portugál befolyást, megostromolták a portugál erődöket, támadták hajóikat és 1730 körül elűzték a portugálokat a kenyai és tanzániai partról. Ugyanebben az időben a portugál állam elvesztette érdeklődését a tengeri fűszer-kereskedelem iránt annak csökkenő haszna miatt.
A kenyai és tanzániai part ománi arab kolonizációja független városállamokat hozott létre. Elődeikhez hasonlóan az ománi arabok is csak a partvidéket tudták ellenőrzésük alá vonni. Szegfűszeg ültetvények létesítésével, a rabszolga-kereskedelem fokozásával és az ománi főváros 1839-es áthelyezésével Zanzibárba megszilárdították az ománi uralmat a régióban. A kelet-afrikai part valamennyi jelentősebb kikötőjének arab kormányzata addig tartott, amíg a britek el nem határozták a rabszolga-kereskedelem felszámolását és a szerződéses munkás rendszer bevezetését, az ománi uralom akarata ellenére. A 19. század végére a britek teljesen törvényen kívülinek nyilvánították a rabszolga-kereskedelmet a nyílt tengeren, az ománi arabok pedig nem voltak képesek megakadályozni a brit akciókat. Az ománi jelenlét Zanzibáron és Pembán az 1964-es forradalomig tartott. A hivatalos ománi arab jelenlét Kenyában addig tartott, amíg az 1880-as években a németek és angolok megszerezték valamennyi jelentősebb kikötőt, és kereskedelmi szövetséget hoztak létre befolyásos helyi vezetőkkel. Az ománi arabok öröksége Kelet-Afrikában számos leszármazottjuk által van jelen, akik őseiket gyakran vissza tudják vezetni Ománba és általában a kenyai parti közösségek gazdagabb és politikailag befolyásosabb tagjai.
A történészek általában Kenya gyarmati történetét a zanzibári szultán partvidéki birtokai felett létesített 1885-ös német védnökségtől számítják. Ezt követően érkezett 1888-ban Brit Birodalmi Kelet-Afrikai Társaság. A kezdeti birodalmi rivalizálást megelőzte, hogy Németország 1890-ben átadta partvidéki birtokait Nagy-Britanniának. Ezt követően épült a Kenya-Uganda vasút az országon keresztül. 1895-től 1905-ig ellenállt az építkezésnek több törzs, különösen a nandik. De végül a britek felépítették a vasutat. Mivel a nandik rombolták a vasúti létesítményeket, ők voltak az első törzs, akiket rezervátumba zártak. Az építkezés idején jelentős számú indiai érkezett, mivel szükség volt szakemberekre. Kenyában maradtak és számos különálló indiai közösséget alkotnak. Ilyenek az iszmailita mohamedánok és a szikhek közösségei.
Amikor 1914 júliusában kitört az első világháború, Brit Kelet-Afrika és Német Kelet-Afrika kormányzói megállapodtak, hogy megóvják fiatal gyarmataikat a közvetlen összecsapástól. Paul von Lettow-Vorbeck ezredes csapatai azonban behatoltak Kenyába, hogy a brit erőforrások egy részét megszerezzék a németek számára. Amikor a Brit Királyi Haditengerészet teljesen elvágta Németországtól, von Lettow hatékony gerilla-hadviselésbe kezdett, távoli vidékeken élt, brit szállítmányokat fogott el és veretlen maradt. Zambiában adta meg magát 11 nappal az 1918-as fegyverszünet után. Von Lettow üldözésére a britek Indiából az Indiai Hadsereg csapatait hozták és velük sok hordárt, hogy biztosítsák csapataik ellátását a csak gyalog járható belső vidéken. Szállítócsoportot állítottak fel, amibe végül 400 000-nél több afrikait hívtak be. Ez hosszú időre hozzájárult átpolitizálódásukhoz.

### 20. század
A 20. század első felében a központi felföld belsejében brit és más európai farmerek telepedtek le, akik gazdag kávé- és teaültetvényeket műveltek. Az 1930-as években nagyjából 30 000 fehér telepes élt a térségben, politikai hatalmuk meghatározó volt gazdasági súlyuk következtében. Ez a térség volt a kikuju törzs több mint egymillió tagjának otthona, többségüknek európai fogalmak szerint nem volt földje (mert az a törzsé volt), égetéses földművelésből éltek. A fehérek érdekeik védelme miatt eltiltották a kikujukat a kávé ültetésétől, adót vetettek ki a kunyhókra, a földnélkülieket munkára kötelezték a telepesek birtokán. Mivel vidéken egyre kevésbé lehetett megélni, tömegek áramlottak a városokba.
1952. októbertől 1959. decemberig Kenyában rendkívüli állapot volt a Mau Mau felkelés miatt. A kormányzó kért és kapott brit és afrikai csapatokat. Az Anvil hadművelet 1954. április 24-én kezdődött. A hadművelet végrehajtása során Nairobit katonai igazgatás alá helyezték, aki a Mau Mau hívének látszott, azt büntető táborba zárták. A polgárőrség kulcsszerepet játszott a kormányzat Mau Mau-ellenes stratégiájában, mert tagjai lojális afrikaiak voltak, nem pedig idegenek, mint a brit hadsereg. A felkelés végéig a polgárőrség 4686 Mau Maut ölt meg, a felkelők 42%-át.

#### Függetlenség
Az első megválasztott feketék a Törvényhozó Tanácsban 1957-ben foglaltak helyet. Bár a britek remélték, hogy mérsékeltebbek lesznek, mint afrikai riválisaik, a Jomo Kenyatta által vezetett Kenyai Afrikai Nemzeti Unió (KANU) által alakított kormány röviddel később, 1963. december 12-én kikiáltotta a függetlenséget.
1964-ben Kenyatta lett Kenya első elnöke. Kenyatta meghalt 1978-ban és Daniel arap Moi lett az elnök. Az egypárti alkotmánynak megfelelően Daniel Arap Moi egyetlen induló volt 1979-ben, az 1983-as előrehozott választáson és 1988-ban. Az 1988-as választásokon vezették be a mlolongo rendszert, amikor a választók titkos körülmények között sorba állítják az általuk kedvelt jelölteket. Ezt követte a távolról sem demokratikus rezsim hanyatlása. Széles körű agitáció kezdődött alkotmányos reformért. A következő években több ponton megváltoztatták az alkotmányt. Megszűnt az egypártrendszer. Demokratikus többpárti választásokon 1992-ben és 1997-ben újraválasztották Daniel arap Moit.

### 21. század
2002-ben az alkotmány szerint Moi már nem indulhatott, és az ellenzéki koalíció (Nemzeti Szivárványkoalíció – NARC) jelöltje lett az elnök. Ez a választás, amit helyi és nemzetközi megfigyelők szabadnak és tisztességesnek minősítettek – fordulópont Kenya demokratikus fejlődésében. Kenya Afrika politikailag legstabilabb országai közé tartozik.
A 2008-as elnökválasztás után etnikai összecsapások robbantak ki Kenyában, számos halott és sebesült volt, nagy anyagi károk keletkeztek. De a kenyai politikai rendszer végső soron alkalmasnak bizonyult a helyzet kezelésére. A délkeleti Parti tartomány függetlenségre törekszik Kenyától, ennek szószólója 1999 óta a Mombaszai Köztársaság Tanácsa.

## Államszervezet és közigazgatás

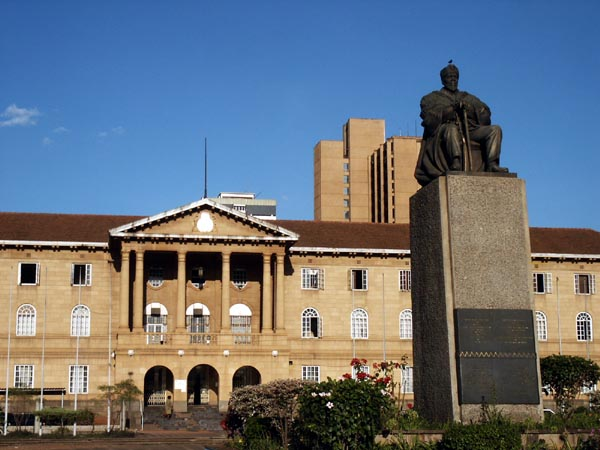
A parlament épülete Jomo Kenyatta szobrával az előtérben

### Alkotmány, államforma
Kenya államformája alapján köztársaság, elnöki rendszerű képviseleti demokrácia többpártrendszerrel, amelyben az elnök államfő és egyben kormányfő is. A végrehajtó hatalmat a kormány gyakorolja, a törvényhozó funkciók a kormányhoz, illetve a Nemzetgyűléshez kapcsolódnak. Az igazságszolgáltatás a végrehajtó és a törvényhozó hatalmi ágaktól független.
A függetlenség elnyerése óta egészen a 2007-2008 fordulóján kirobbant zavargásokig szomszédaihoz mérten Kenya nagy politikai stabilitást mutatott. 1997 őszén többpárti kezdeményezés alapján a gyarmati időszakból örökölt, a vélemény- és gyülekezési szabadságot korlátozó elnyomó jogszabályok egy részét megszüntették. Ez nagyobb szabadságot adott a kenyaiaknak és hihető eredményű nemzetgyűlési választásokat tettek lehetővé 1997-ben.
2002 decemberében ismét demokratikus választást tartottak, amely ellen a nemzetközi megfigyelők nem emeltek kifogást. Az országot a függetlenség elnyerése óta kormányzó Kenyai Afrikai Unió (KANU) békésen átadta a hatalmat a Nemzeti Szivárvány Koalíció pártszövetségnek (Narc). Mwai Kibaki elnöksége idején tovább szélesítették a szabadságjogokat. 2005 novemberében azonban a Kibaki-adminisztráció nagy vereséget szenvedett az elnök és a nemzetgyűlés által is támogatott alkotmánytervezetről szóló népszavazáson, amelyen a résztvevők 58%-a elutasította az alaptörvénytervezetet. Kibaki elbocsátotta teljes kormányát.
A következő általános választást 2007. december 27-én tartották. A Nemzeti Egység Pártja Kibaki újraválasztásáért szállt síkra. A fő ellenzéki párt, a Narancs Demokratikus Mozgalom Raila Odingát jelölte elnöknek, de egy pártszakadás miatt sorsdöntő szavazatokat vesztett, mivel a szakadár Narancs Demokratikus Mozgalom-Kenya jelöltje, Kalonzo Musyoka mintegy nyolc százalékos támogatottságra tett szert. Amikor a Kenyai Választási Bizottság hozzákezdett a szavazatok megszámlálásához, először Odinga látszott mérsékelten, majd jelentősen vezetni, ahogy azonban folytatódott a számlálás, Kibaki először behozta a hátrányt, majd ő tett szert jelentős előnyre. Emiatt zavargások törtek ki. Odinga „a nép elnökének” nevezte magát, a szavazatok újraszámlálását és Kibaki lemondását követelte. Lásd még: 2007–2008-as kenyai zavargások.

### Politikai pártok
- Democratic Party (DP)
- Ford Asili Ford Asili
- FORD-K Forum For The Restoration Of Democracy – Kenya
- FORD-P Forum For The Restoration Of Democracy – People
- KANU Kenya African National Union
- LDP Liberal Democratic Party
- LPK Labour Party of Kenya
- NARC National Raibow Coalition
- NEW KANU
- NPK National Party Of Kenya
- SAFINA Safina Party Of Kenya („híd“)
- Shirikisho Shirikisho Party Of Kenya („Unió“)

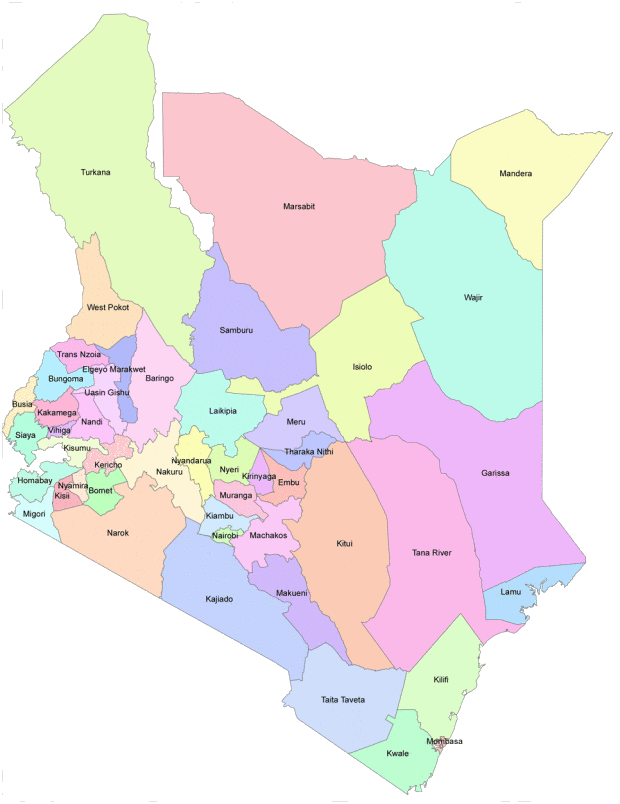
Kenya 47 megyéje

### Elnökök
- 1964. december 12. – 1978. augusztus 22.: Mzee Jomo Kenyatta
- 1978. augusztus 22. – 2002. december 30.: Daniel Toroitich arap Moi
- 2002. december 30. – 2013. április 8.: Emilio Mwai Kibaki
- 2013. április 9. – 2022. szeptember 13.: Uhuru Kenyatta
- 2022. szeptember 13. óta: William Ruto

### Közigazgatási beosztás
A 2013. márciusi általános választások után Kenya 47 félautonóm megyére oszlik  (szuahéli: Kaunti za Kenya), amelyek élén kormányzók állnak. Ez a 47 megye alkotja Kenya elsőrendű körzetét.

## Népesség

### Általános adatok
Kenya népessége az elmúlt években az alábbi módon változott:
| Lakosok száma | 8 105 440 | 9 822 505 | 12 083 159 | 15 081 677 | 18 942 464 | 24 237 056 | 28 943 647 | 33 905 011 | 38 610 097 | 47 564 296 |
|               | 1960      | 1966      | 1972       | 1978       | 1984       | 1991       | 1997       | 2003       | 2009       | 2019       |

### Legnépesebb települések
| Város   | Népesség  |
| ------- | --------- |
| Nairobi | 2 510 800 |
| Mombasa | 707 400   |
| Nakuru  | 337 200   |
| Kisumu  | 273 400   |
| Eldoret | 249 100   |
| Nyeri   | 213 000   |

### Etnikai megoszlás
A lakosság több nagy csoportra osztható fel:
Elsősorban:
- Bantuk (kikujuk, luhják, kambák)

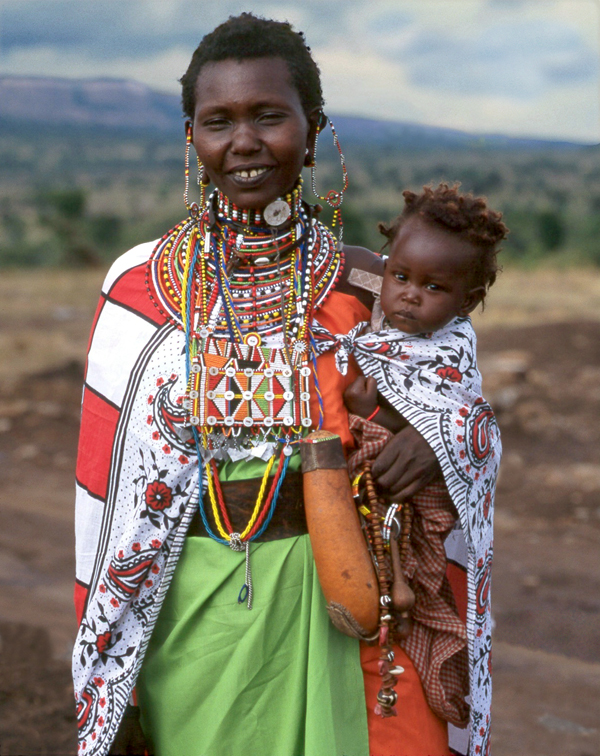
Maszáj nő gyermekével

- Nilóták (nílusi népek, mint például a luók, kalendzsinek, maszaik, szamburuk, pokotok)

Továbbá:
- kusiták, arabok, ázsiaiak (főleg indiaiak), európaiak

A fő etnikai csoportok: kikuju – 22%, luhja – 14%, luo – 13%, kalendzsin – 12%, kamba – 11%, kiszí – 6%, meru – 6%, egyéb afrikai népek – 15%, nem afrikai (ázsiai, európai, arab) – 1%.
Az országban mintegy 2 millió 780 ezer szomáli nemzetiségű él, ebből 579 ezer tekinthető őshonosnak, javarészük pedig a szomáliai polgárháború menekültjének. Többségük a kenyai-szomáliai határ mellett található Északkeleti tartományban, Garissa, Wajir és Mandera megyékben élnek.

### Nyelvi megoszlás
Az országban 69 nyelvet beszélnek. Az angol és a szuahéli a hivatalos nyelvek.
A főbb beszélt nyelvek:
- Kikuju: A lakosság 41%-ának anyanyelve. Ismert emberek, akik a nyelvet beszélik/beszélték: Jomo Kenyatta, Mwai Kibaki, Wangari Muta Maathai és Ngugi wa Thiong'o.
- Luhja: A lakosság 14%-a beszéli.
- Luo: A lakosság 13%-a beszéli. Népcsoportok akik a nyelvet beszélik: Jael Mbogo, Oginga Odinga és Tom Mboya.
- Kamba: A lakosság 11%-a beszéli a Kenya-hegytől keletre.
- Kalendzsin: A lakosság 11%-a beszéli.
- Turkana: a turkanák beszélik (mintegy 340 ezren a 2000-es évek elején)

2003-as becslések szerint a lakosság 85,1%-a írástudó (férfiak 90,6%, nők 79,7%-a).

### Vallási megoszlás
A vallások szerinti megoszlás (2009-ben): keresztény 82,5% (ebből a teljes lakosság 47,4%-a protestáns, 23,3% katolikus, más 11,8%), muszlim 11%, egyéb 6,5%.

## Gazdaság

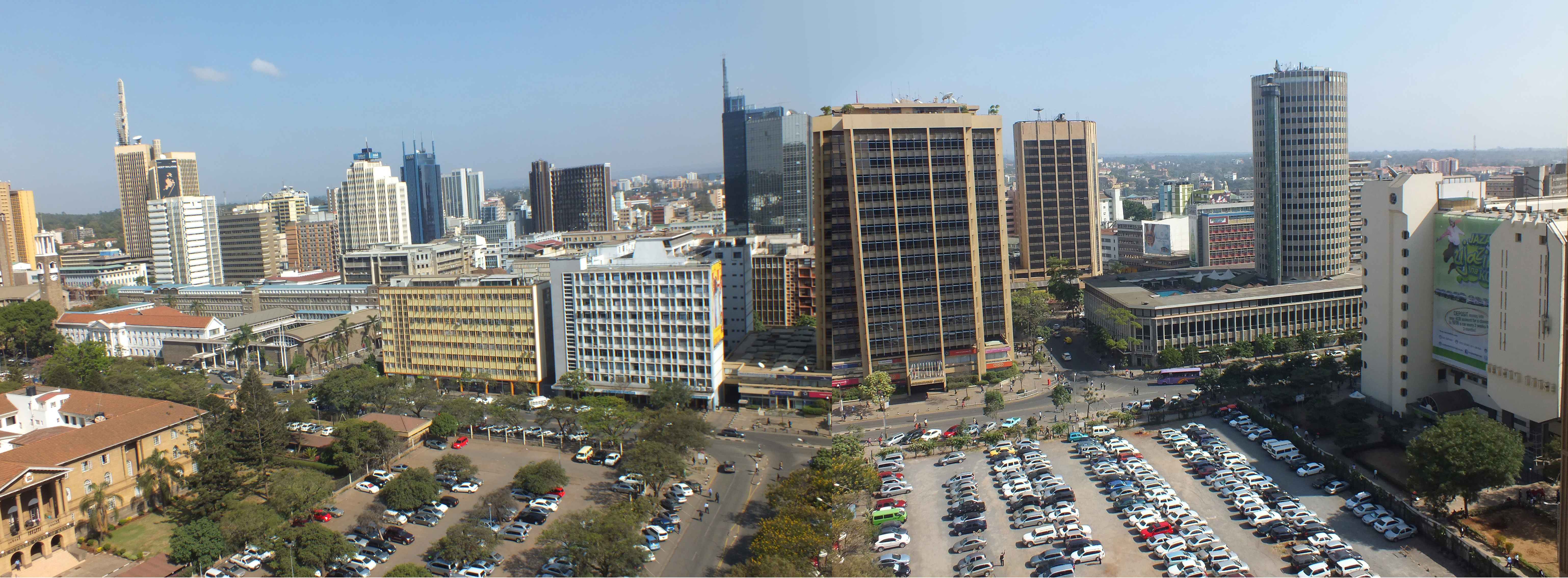
Nairobi üzleti negyedének egy része

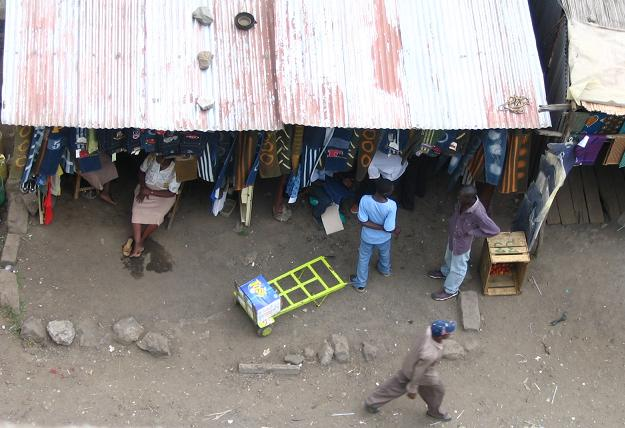
Egy piac képe

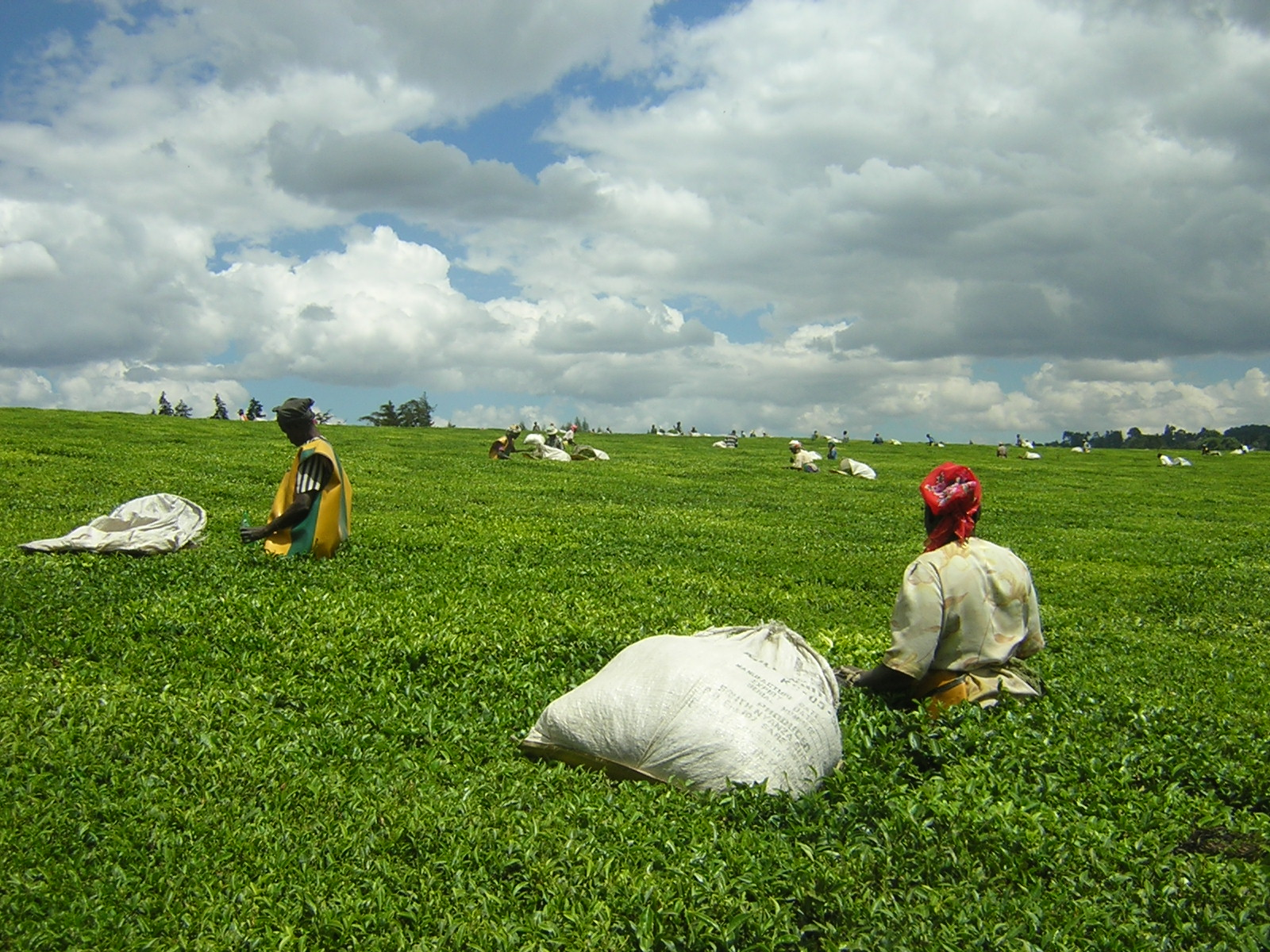
Tea-ültetvény, Kericho

### Általános adatok
Az ország Kelet-Afrika kereskedelmi és pénzügyi központja, gazdasági növekedése 1963 és 1980 között Fekete-Afrikában a leggyorsabb, mintegy 7% volt.
2007-ben a lakosság 75%-a dolgozik a mezőgazdaságban, az iparban és szolgáltatásokban 25%. Munkanélküliségi ráta: 40% (2013-ban).

### Gazdasági ágazatok

#### Mezőgazdaság
Fő mezőgazdasági termények és nyersanyagok: tea, kávé, kukorica, búza, cukornád, gyümölcs, zöldség;; továbbá a tejtermékek, marha-, sertés, baromfi, tojás.
Az állam a függetlenség elnyerése óta tervgazdálkodást folytatott, 5 éves terveket dolgoztak ki a gazdaság fejlesztésére. Az 1990-es évek óta (főként a fejlett országok nyomására) megindult a privatizáció. A mezőgazdaság a nemzeti össztermék több mint harmadát állítja elő. Kávé- és teatermelése jelentős. Kenya a világ legnagyobb feketetea-exportőre. Jellemzője a modern, árutermelő farmok és ültetvények, valamint a hagyományos paraszti gazdálkodás együttélése. 
A mezőgazdaságban egyedül a tea előzi meg a kenyai vágott virágok exportját teljesítményben. Valamennyi iparági jelentés rámutat arra, Kenya fokozatosan zárkózott fel a virágipar élmezőnyébe, és az utóbbi években már dobogó közeli helyre is feljött. Számos európai kertészet helyezte át ide termelését a kedvezőbb időjárási feltételek miatt.

#### Ipar
Ipara Kelet-Afrikában a legfejlettebb, az 1960-as évek óta sokat fejlődött. Könnyűipara mellett a közlekedési eszközök gyártása és a vegyipar jelentős. A szolgáltatás mára a legnagyobb értéket termelő ágazata. Kiemelkedő jelentőségű az 1960-as években fejlődésnek indult idegenforgalom.
Jelentősebb ágazatok (2014-ben): fogyasztási cikkek gyártása (műanyag, bútor, textil, ruha, szappan, cigaretta), mezőgazdasági termények feldolgozása, olajfinomítás; alumínium, acél, ólom; cement, kereskedelmi hajók javítása, a turizmus.

#### Kereskedelem
Főbb külkereskedelmi árucikkek:
- Export: tea, kávé, kőolajtermékek, hal, cement
- Import: mezőgazdasági gépek és berendezések, kőolajipari termékek, a gépjárművek, a vas és acél, gyanták és műanyagok

Főbb kereskedelmi partnerek 2017-ben:
- Export:  Uganda 10,8%,  Pakisztán 10,6%,  USA 8,1%, Hollandia 7,3%, Egyesült Királyság 6,4%, Tanzánia 4,8%, Egyesült Arab Emírségek 4,4%
- Import:  Kína 22,5%,  India 9,9%,  Egyesült Arab Emírségek 8,7%, Szaúd-Arábia 5,1%, Japán 4,5%

#### Az országra jellemző egyéb ágazatok
Idegenforgalom: az ország legkedveltebb turisztikai látványosságai a nemzeti parkok és vadrezervátumok, a hagyományos kultúra, a tengerpart, valamint a történelmi városok.
Jelentősebb még a halászat.

## Közlekedés

### Vasút
A kenyai vasúthálózat összesen 2778 km hosszú. A fővonal Mombasát köti össze a fővárossal, Nairobival és tovább Uganda fővárosáig, Kampaláig vezet. Eredetileg azért építették ezt a történelmi vasútvonalat, hogy az ugandai exportcikkeket Mombasa kikötőjéig tudják szállítani. Ma már csak az áruforgalom 16%-át bonyolítják vasúton, a többit közutakon szállítják.

### Közút
Az ország kiterjedt burkolt és aszfalt nélküli utak hálózatával rendelkezik. 2014-ben az utak teljes hossza 160,8 ezer km, ebből 11 ezer km volt burkolt. A közúti közlekedés elvileg a bal oldalon történik, de a sofőrök áttérnek a másik oldalra, ha azt például kátyú, biciklista, gyalogos vagy háziállat szükségessé teszi. Gyakori az ittas vezetés. A közlekedési jeleket vagy a másik autós jelzéseit figyelmen kívül hagyják.
Buszközlekedés csak Nairobiban van.

### Vízi
Mombasa kikötője az egyetlen kereskedelmi kikötő, amely eléri a nemzetközi szabványokat. Mombasától északkeletre, Lamu felé tervezik egy másik nemzetközi kikötő építését.

### Légi
Kenya négy nemzetközi repülőtérrel rendelkezik.
- Jomo Kenyatta nemzetközi repülőtér
- Moi nemzetközi repülőtér
- Kisumui nemzetközi repülőtér
- Eldoreti repülőtér - elsősorban áruszállítás

A Nairobi melletti Jomo Kenyatta nemzetközi repülőtér az ország fő légi kapuja. Néhány nemzetközi járat a Mombasa melletti repülőtérre megy. Kisumu repülőterét 2011-ben nemzetközi repülőtérré alakították át.

## Kultúra
A legmódosabb emberek a kikujuk és a luók közül kerülnek ki. A szarvasmarhatartó maszájoknál az állatok száma a jólét fokmérője, ugyanígy a gyerekek száma is az lehet. Városi területeken a legtöbb ember nyugati ruhát visel. A nyugati ruha ugyanakkor nem feltétlen státuszszimbólum, de a márkás ruha igen. Sok nő színes kangát visel, egy nagy darab kelmét, amit a teste köré csavar. Egyes népcsoportok, mint például a kikujuk és a luók sokkal inkább átvették a nyugati kultúrát és szokásokat, mint más etnikumok.
A 2017 augusztusában hozott törvény szerint a nejlon-zacskók árusítása, gyártása és akár használata bírsággal vagy akár börtönnel büntethető.

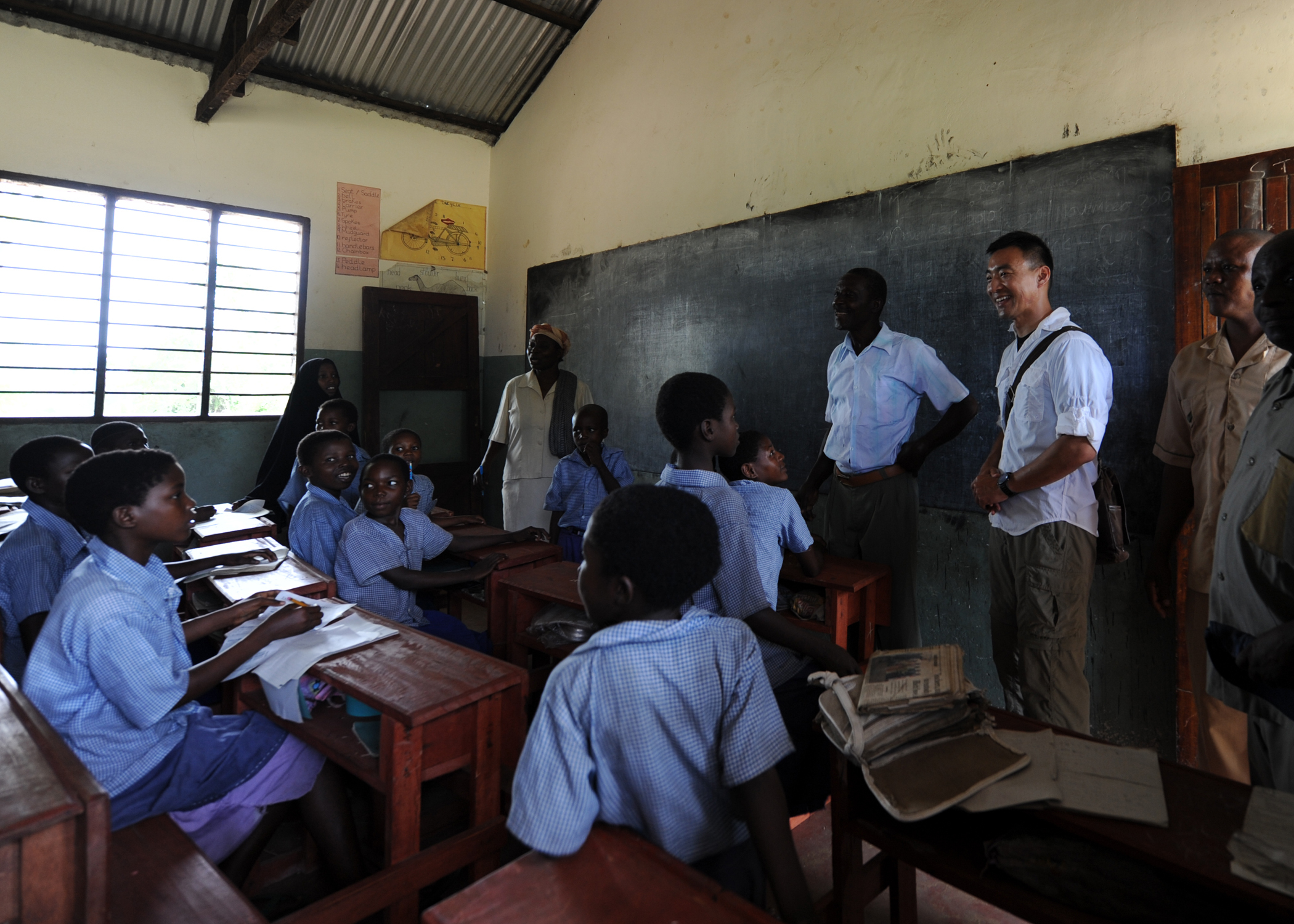
Iskolások a tanteremben

### Oktatási rendszer
A tanterv egy úgynevezett 8-4-4-rendszerre épül. Ez európai mintájú: 8 év alapiskola, 4 év gimnázium, 4 év főiskola.
A 2000-es évek elején a kenyai oktatás nem ingyenes, a középiskolák tandíja kimondottan magas.

#### Egyetemek
| - Kenyatta University - Kahawa, Nairobi - Moi University - Eldoret - University of Nairobi - CBD, Nairobi - Egerton University - Njoro, Nakuru - Maseno University - Maseno, Kisumu - Jomo Kenyatta University of Agriculture & Technology - Juja, Thika - Masinde Muliro university of Science & Technology - Kakamega \| - Africa Nazarene University - Kajiado - Aga Khan University, Highridge, Nairobi - Catholic University of Eastern Africa – Karen, Nairobi - Daystar University – Hurlingham, Nairobi - East Africa School of Theology, Nairobi - Kabarak University – Kabarak, Nakuru - Kenya Highlands Bible College- Kericho - Kenya Methodist University (KEMU) – Meru - Kiriri Women's University of Science & Technology – Westlands, Nairobi \| - Nairobi Evangelical Graduate School of Theology (N.E.G.S.T.) – Kilimani, Nairobi - Nairobi International School of Theology - Pan Africa Christian College - Scott Theological College, Machakos - St. Paul's united theological college – Limuru - Strathmore University – Madaraka, Nairobi - Gretsa University-Thika - United States International University (USIU) - University of Eastern Africa, Baraton – Eldoret \| \| | |  |
| - Africa Nazarene University - Kajiado - Aga Khan University, Highridge, Nairobi - Catholic University of Eastern Africa – Karen, Nairobi - Daystar University – Hurlingham, Nairobi - East Africa School of Theology, Nairobi - Kabarak University – Kabarak, Nakuru - Kenya Highlands Bible College- Kericho - Kenya Methodist University (KEMU) – Meru - Kiriri Women's University of Science & Technology – Westlands, Nairobi | - Nairobi Evangelical Graduate School of Theology (N.E.G.S.T.) – Kilimani, Nairobi - Nairobi International School of Theology - Pan Africa Christian College - Scott Theological College, Machakos - St. Paul's united theological college – Limuru - Strathmore University – Madaraka, Nairobi - Gretsa University-Thika - United States International University (USIU) - University of Eastern Africa, Baraton – Eldoret |  |

##### Magánegyetemek

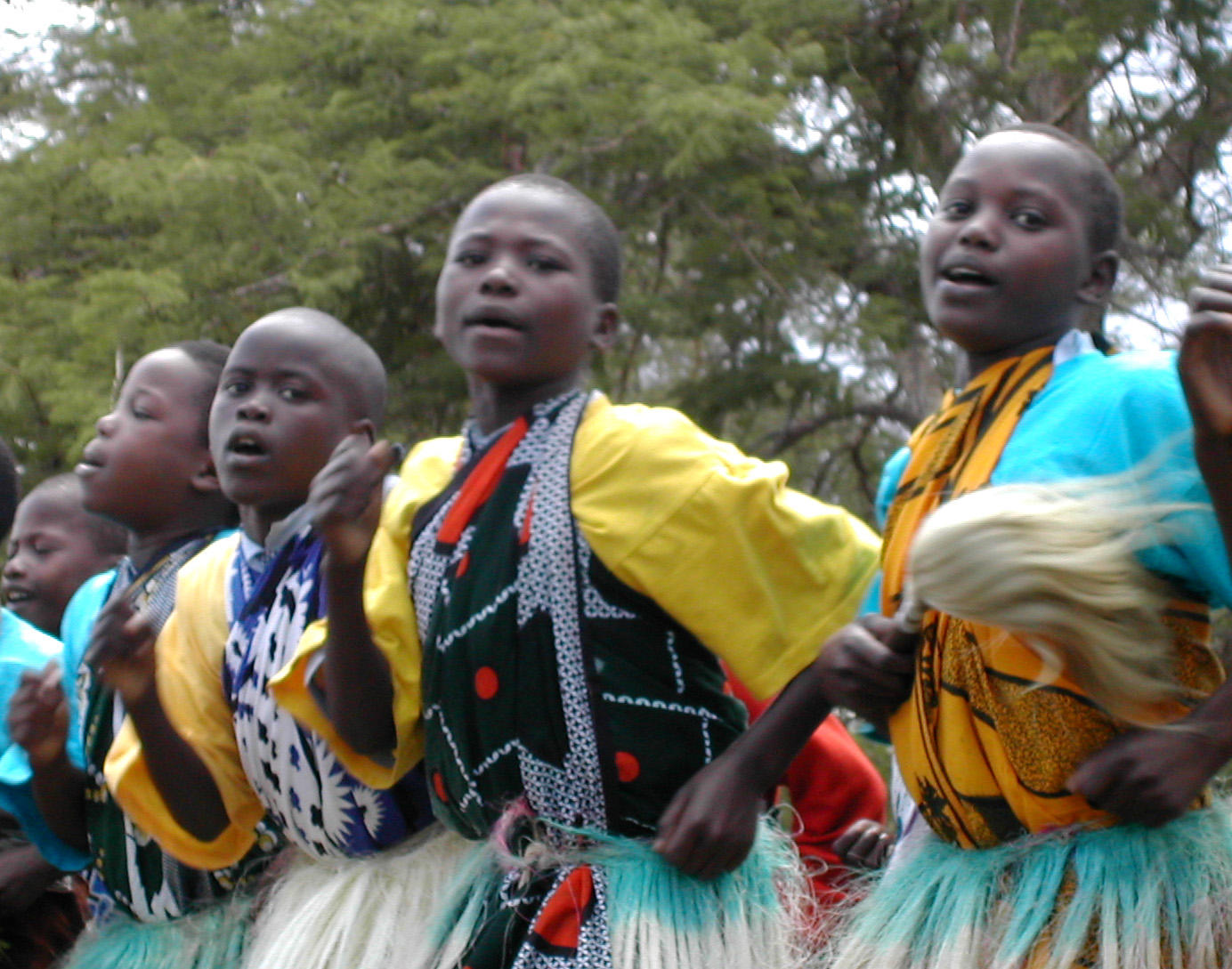
Gyerekek hagyományos táncot adnak elő

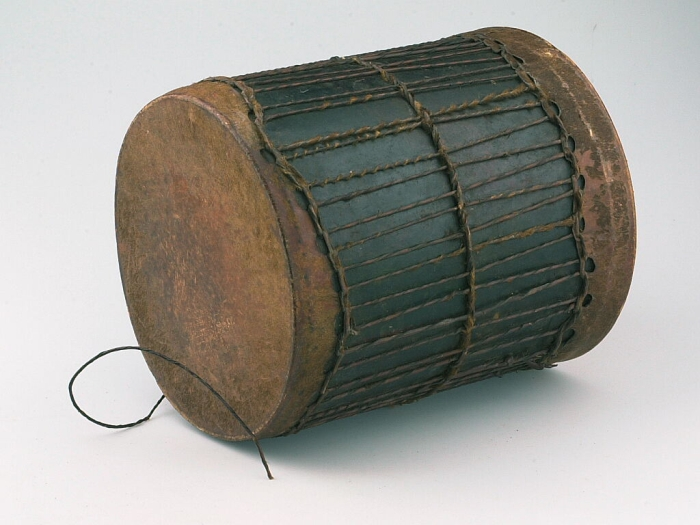
A hagyományos kenyai dob

### Tudomány
- Saba Douglas-Hamilton
- Richard Dawkins

### Művészetek

#### Zene
Noha az ősi kenyai zene ma is tovább él, a legmeghatározóbb zenei irányzat a Kongói Demokratikus Köztársaságból érkezett az országba. A kongói rumbát és soukoust – együttes nevükön lingala – az 1960-as években hozták be az országba olyan művészek, mint például Samba Mapangalal és a stílus hamarosan egyeduralkodóvá vált szinte egész Kelet-Afrikában.
Az 1970-es években megerősödött a tanzániai zene befolyása, megteremtve a szuahéli rumbát.
Kenya tánczenéje a 2000-es évek elején a benga, mely a nyugat-kenyai luóktól származik és az 1950-es években lett népszerű. Azóta az egész országban elterjedt és ma már kamba és kikuju zenészek is játsszák.
A taarab a kelet-afrikai partvidék zenéje – arab és indiai befolyással – immár szélesebb körben elterjedt.

#### Tánc
Fontos része a kenyai kultúrának, gyakori eleme a vallási szertartásoknak, házassági, gyermekelnevezési stb. ünnepeknek. A férfiak és nők általában külön csoportokban táncolnak.

#### Sigana
A sigana hagyományos afrikai előadásforma, amely a kontinens összes főbb tradicionális művészeti elemét vegyíti: a prózát, a dalt, a zenét, a táncot, a kántálást, a rituálékat, a maszkokat, a mozgásművészetet és a költészetet is. Nairobiban, a Mzizi Művészeti Központban gyakran rendeznek ilyen előadásokat.

### Írók, költők
Kenya legkiválóbb írói közt külön említést érdemel Ngũgĩ wa Thiong’o (*1938) és Meja Mwangi (*1948) – számos művük magyar fordításban is megjelent.
További írók, költők:
| - Abdilatif Abdalla (*1946) - Carolyne Abdalla - Karen Blixen alias Tania Blixen - Jennifer Bobito - Rocha Chimera - Jane Tapsubei Creider - Valerie Cuthbert - Kuki Gallmann - Monicah Genya - Corney Gichuki | - Jomo Kenyatta - Mary Kize - Muthoni Likimani - Lily Mabura - Marjorie Oludhe MacGoye - Omondi Mak'Oloo - Hazel Mugo - Micere Githae Mugo (*1942) - Lydiah Mumbi Nguya - Rebeka Njau (*1930) | - Stella Kahaki Njuguna - Asenath Bole Odaga - Margaret Ogola - Grace Ogot (*1930) - Moyez C. Vassanje - Jameela Saddiqi - Charity Waciuma - Ngugi wa Mirii (*1951) - Miriam Were |  |

### Hagyományok

#### Animizmus
Az ország tradicionális közösségeiben vallásilag az animizmus a legelterjedtebb, s a hiedelmek és rítusok szoros kapcsolatban állnak az esővel. Az animista vallások istenei rendszerint a Nap, a Hold, a csillagok, a mennydörgés, a villámlás, vagy a fák képében jelennek meg – különösen a fügefákéban. Nagyon sokan hisznek a démonokban is, akik spirituális energiával telített helyek lakói, s olykor erőszakosak és kiszámíthatatlanok. A szellemvilággal való kapcsolattartás a varázslók és jövendőmondók kiváltsága (médium).

#### Körülmetélés, genitális csonkítás
A népcsoportok többségénél a fiatal fiúknak és lányoknak beavatási szertartáson kell átesniük, ami a felnőtté válás rítusa. A fiúknál fontos szertartás a körülmetélés, és egyes csoportok, mint például a Bungoma környékén élő bukuszok, minden augusztusban tömeges körülmetélési ünnepet tartanak. A női körülmetélés - pontosabban a női genitális csonkítás - ugyan illegális Kenyában, de akadnak olyan kultuszok (például a mungiki szektáé), amelyek nevében gyakran tesznek közzé kötelező női körülmetélést követelő kiadványokat.

#### Hegtetoválás
A férfiak és nők körében egyaránt széles körben elterjedt az arc és a test hegtetoválása (a bőrön ejtett, korommal és festékporral megdolgozott sebekkel). A moránok (maszai és szamburu harcosok) többségének arcán jellegzetes sebhelyek láthatók.

### Gasztronómia
Kenya nem hivatalos nemzeti eledele a nyama choma, azaz a roston sült hús. Főleg kecskehúsból készül, de van csirke- és marhahús változata is. Az elkészült nyama choma-t kis darabokra aprítva, pürésített és szeletelt zöldségekkel körítve kínálják.
A kenyai főételek többsége főtt húst tartalmaz, amelyeket valamilyen keményítőtartalmú köret egészít ki. Ezeknek a köreteknek öt fő fajtája: burgonya, rizs, chapatti, matooke, ugali. A chapatti az indiaiak kelesztetlen lepénykenyere, a matooke főzőbanánból készült tört püré, míg az ugali kukoricapuliszka, amelyet tégla alakú darabokban tálalnak.
A Központi-magasföldön jellemző főként még az irio, amely zöldségpüréből, burgonyából és főtt kukoricából vagy babból készül. A githeri bab, kukorica keveréke.

## Média
Kenya fontosabb televíziói a KBC és az NTV (korábbi neve: KTN). Foghatók a CNN a Sky és a BBC adásai műholdon vagy kábelen.
Fontosabb napilapjai a The Standard, a Daily Nation, az East African Standard, az East African, és a New African.
Rádióadók: Radio KBC, Radio Hope, Media, Council of Kenya (MCK).

### Egyéb telekommunikációs adatok
| Hívójel prefix | 5Y-5Z |
| ITU zóna       | 48    |
| CQ zóna        | 37    |

## Turizmus

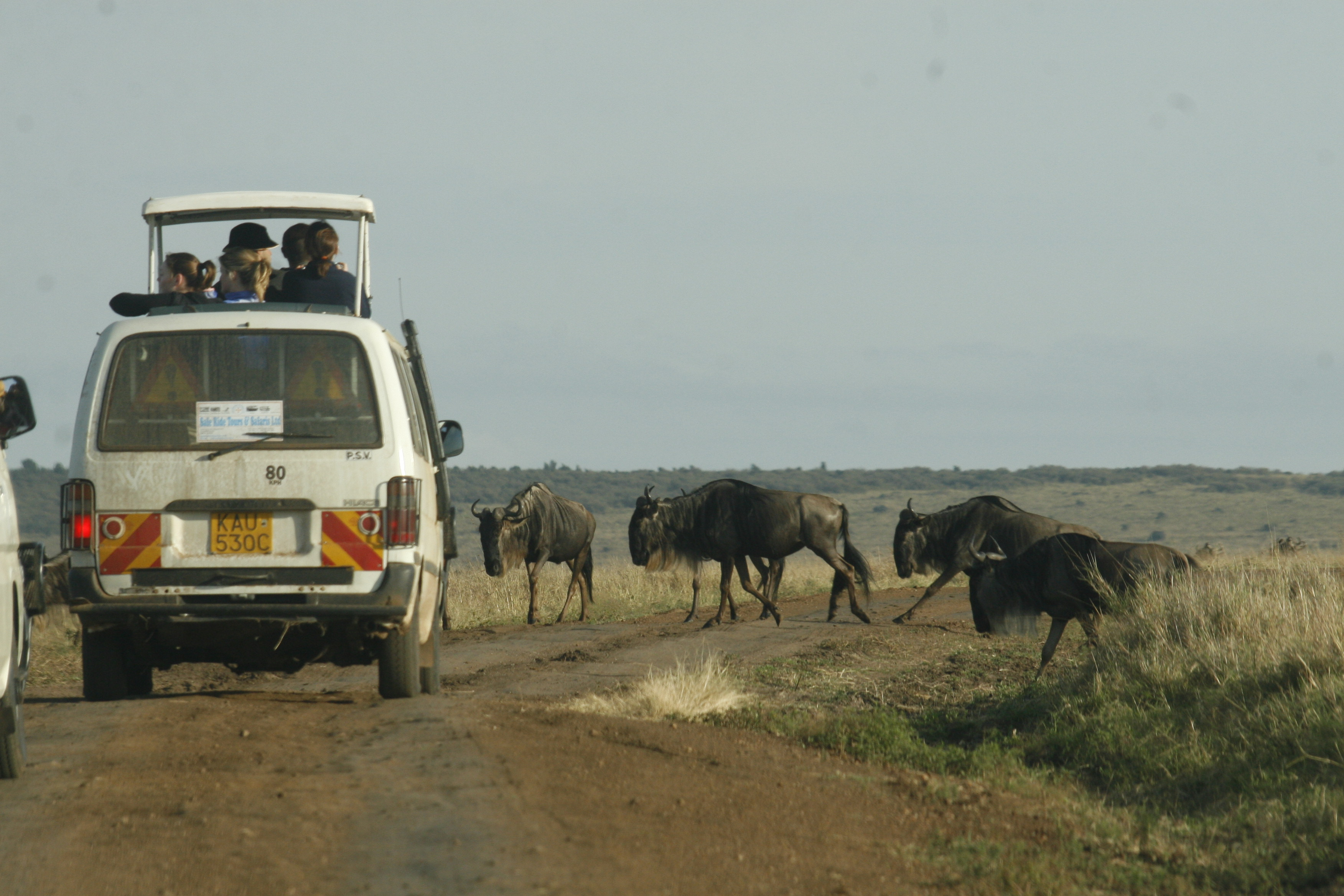
Turisták kenyai szafarin

Az ország metrikus rendszert használ. A közúti közlekedés a bal oldalon történik. Háztartási elektromosság: 240 V/50 Hz, három pólusú, szögletes csatlakozóval.
A dohányzás tilos az éttermekben, a bárokban, és a legtöbb zárt helyen.
A homoszexualitást a társadalom túlnyomó többsége elítéli, gyakorlásáért akár 14 év börtön is kiszabható.
Fényképezés: általában előzetes beleegyezés szükséges az adott embercsoporttól. Egyes népcsoportok pénzt kérnek a fotózásért. Kormányzati vagy katonai építmények, határátkelők nem fotózhatók, egyes hidaknál is ugyanez a helyzet.
A hatóságok a határátlépésnél kérhetik a sárgaláz elleni oltás igazoló papírjait.

### Főbb látnivalók
- Kenya-hegy
- Masai Mara Nemzeti Rezervátum - Kenya legnépszerűbb szafariparkja maszáj faluval
- Amboseli Nemzeti Rezervátum a Kilimandzsáró látványával és a veszélyeztetett fekete rinocérosszal
- Turkana-tó
- Mombasa
- Lamu
- Gedi romjai

### Biztonság
A magyar konzuli szolgálat nem javasolja odautazásra a szudáni, etiópiai és szomáliai határvidéket, Nairobi nyomornegyedeit (Kibera, Mathare, Huruma, Kariobangi, Kawangware és Eastleigh), valamint a teljes kenyai partszakaszt.

### Egészségügyi kockázatok
Nagy az ebola veszély. Gyakoriak a kisebb-nagyobb közúti balesetek, és az azokból eredő sérülések.
Az Egészségügyi Világszervezet (WHO) az alábbi betegségek elleni oltásokat ajánlja (a célországtól függetlenül): diftéria, tetanusz, kanyaró, mumpsz, rubeola, gyermekbénulás.
Az amerikai CDC szerinti ajánlott oltások az alábbi betegségek ellen: hepatitisz A (májgyulladás), hepatitisz B, meningitisz, veszettség, tífusz.
Több betegség elleni oltás a beadás után 4-8 héttel lesz hatásos.
Hőguta, illetve annak enyhébb formái: tünetei az erős izzadás, fejfájás, szédülés. Többnyire a helyi forró klímához való akklimatizáció hiányában végzett fizikai tevékenység közben alakul ki. Enyhébb esetben elhárítható folyadék és só fogyasztásával, illetve hűvös, napfénymentes szobában való tartózkodással. Súlyosabb tünetei az irracionális, hiperaktív mozgás, majd az eszméletvesztés. Sürgős orvosi beavatkozást igényel.
Nem ajánlott csapvizet, folyó- vagy kútvizet fogyasztani.

## Sport

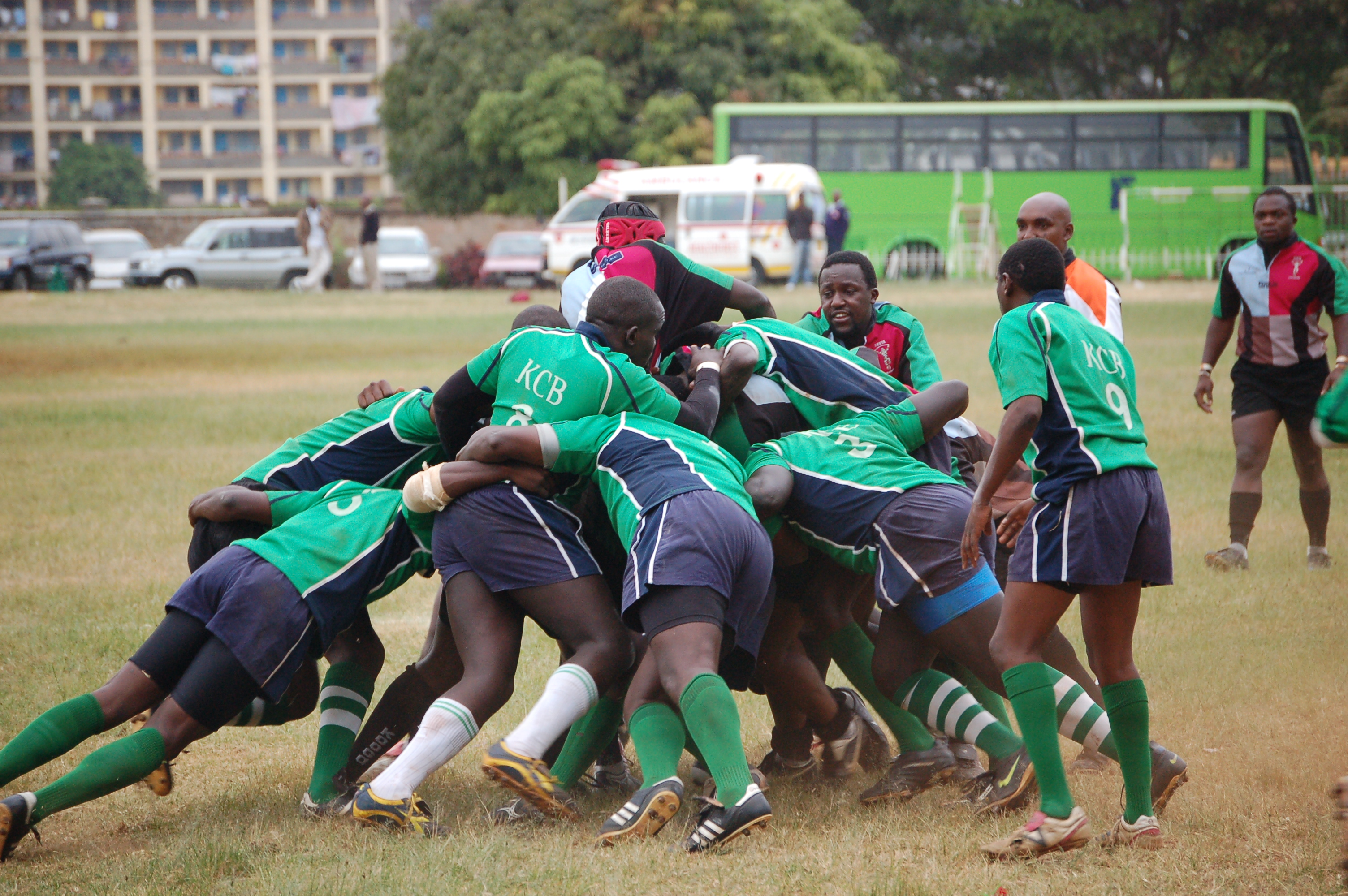
Rögbi – egy népszerű játék az országban

## Ünnepek
- Január 1. Újév
- Március/Április Nagypéntek, húsvéthétfő
- Május 1. A munka ünnepe
- Június 1. Madaraka napja
- Október 10. Moi nap
- Október 20. Hősök napja, (Kenyatta-nap)
- December 12. Az 1963-ban kikiáltott függetlenség évfordulója
- December 25. és 26. karácsonyi ünnepek
- Változó dátumú: A ramadán vége – muszlim ünnep